# Pseudophilautus papillosus
Espèce
Synonymes
- Philautus papillosus Manamendra-Arachchi & Pethiyagoda, 2005

Statut de conservation UICN

 CR B1ab(iii)+2ab(iii) : 
En danger critique
Pseudophilautus papillosus est une espèce d'amphibiens de la famille des Rhacophoridae.

## Répartition
Cette espèce est endémique du Sri Lanka. Elle se rencontre à proximité de Suriyakanda à une altitude d'environ 1 270 m dans les monts Rakwana,.

## Étymologie
Son nom d'espèce, du latin papilla, « mamelon »,  lui a été donné en référence aux grandes papilles présentes sur sa langue.

## Publication originale
- Manamendra-Arachchi & Pethiyagoda, 2005 : The Sri Lankan shrub-frogs of the genus Philautus Gistel, 1848 (Ranidae: Rhacophorinae), with description of 27 new species. The Raffles Bulletin of Zoology, Supplement Series, no 12, p. 163-303 (texte intégral).